# Dreiecksnatter
Die Dreiecksnatter (Lampropeltis triangulum), auch Milchschlange, Rote Königsnatter oder Östliche Dreiecksnatter, ist eine ungiftige Schlangenart aus der Gattung der Königsnattern (Lampropeltis) in der Familie der Nattern (Colubridae).

## Merkmale
Die einzelnen Unterarten zeigen sich hinsichtlich ihrer Färbung, Zeichnung und Körpergröße sehr variabel. Ihr Körper ist allgemein schlank gebaut, der länglich ovale Kopf setzt sich kaum vom Hals ab. Die Nominatform Lampropeltis triangulum triangulum weist Internasalschilde, welche deutlich kleiner sind als die Präfrontalschilde, ein etwas längeres als breites Frontalschild, 7 Oberlippenschilder (Scutum supralabiale), 9 Unterlippenschilder (Scutum sublabiale), 21 (selten 23) schräge Reihen glatter Rückenschuppen um die Körpermitte, 182 bis 214 Bauchschilder (Scutum ventrale) und 35 bis 54 Unterschwanzschilder (Scutum subcaudale) sowie ein ungeteiltes Analschild (Scutum anale) auf. Der Rücken ist durch bräunliche Sattelflecken gezeichnet, welche von hellen Querbinden voneinander getrennt werden. Seitlich zeigen sich bräunliche bis schwarze Flecken. Der braun bis schwarz und unterseits bis zum Hals weißlich oder gelblich gefärbte Kopf ist durch eine v-förmige, dunkel umrandete Zeichnung in der Nackengegend, eine oberseits verlaufende dunkle Querbinde zwischen den Augen und ein Schläfenband zwischen Augen und Mundwinkel gekennzeichnet. Die helle Bauchseite ist dunkel gefleckt oder hat Querbinden. Jungschlangen sind häufig kontrastreicher als adulte Dreiecksnattern. In Abhängigkeit von der Unterart-Zugehörigkeit schwankt die Gesamtlänge zwischen 60 und 150 cm. Die größte Unterart ist mit bis zu 158 cm Lampropeltis triangulum gaigeae.
23 der 25 Unterarten weisen ein den giftigen Korallenottern (Micrurus) ähnelndes Muster zumeist roter, schwarzer und gelber bzw. weißer Ringe auf. Diese Tatsache galt lange als Paradebeispiel der Mimikry. Die Theorie der Nachahmung giftiger Korallenottern durch Dreiecksnattern wird jedoch bezweifelt, unter anderem, weil viele der so gefärbten Unterarten kein mit ähnlich gezeichneten Giftschlangen deckungsgleiches Verbreitungsareal vorweisen.

## Vorkommen
Die Dreiecksnatter weist ein sehr großes Verbreitungsgebiet auf. Sie kommt innerhalb Nordamerikas im kanadischen Ontario und nahezu den gesamten Vereinigten Staaten von Amerika (mit Ausnahme des äußersten Westens und Nordwestens), in den zentralamerikanischen Staaten Mexiko, Guatemala, Honduras, Belize, El Salvador, Nicaragua, Costa Rica und Panama sowie im nördlichen Südamerika in Kolumbien, Venezuela und Ecuador vor. Innerhalb dieses Verbreitungsareals werden verschiedenste, sowohl feuchte als auch trockene Biotope und eine Vielzahl an Klimazonen (gemäßigte, aride, subtropische und tropische Gegenden) bewohnt. Einige Unterarten, etwa Lampropeltis triangulum elapsoides, Lampropeltis triangulum syspila oder Lampropeltis triangulum amaura, leben in tiefer gelegenen und weiten Ebenen, andere bevorzugen montane Regionen, wie etwa Lampropeltis triangulum arcifera, welche in Gebieten zu finden ist, die 700 bis 2500 Meter über dem Meeresspiegel liegen. Einige Unterarten erweisen sich als Kulturfolger und sind in landwirtschaftlich bewirtschaftetem Areal anzutreffen.

## Lebensweise
Die Dreiecksnatter führt eine weitestgehend nachtaktive Lebensweise. Besonders nach schweren Regenfällen ist sie zum Teil auch am Tage außerhalb der Unterschlüpfe anzutreffen. Je nach Vorkommen und Unterart liegt die Paarungszeit zwischen Februar und Juli. Sie beginnt im Anschluss an eine 3- bis 6-monatige Winterruhe. Die Art pflanzt sich durch Oviparie fort, ist also eierlegend. Das Gelege, welches zwischen Juni und August unter Holz, Rinde oder lose im Boden angelegt wird, umfasst zwischen 6 und 24 längliche Eier. Der Schlupf der Jungschlangen erfolgt im Regelfall 40 bis 60 Tage später. Zum Beutespektrum der Dreiecksnatter zählen kleinere Säugetiere, Echsen, andere Schlangen sowie teilweise verschiedene Insekten.

## Taxonomie
Die wissenschaftliche Erstbeschreibung der Art erfolgte im Jahr 1789 durch den französischen Zoologen Bernard Germain Lacépède. Er ordnete die Art damals unter der Bezeichnung Coluber triangulum der heute als Zornnattern bezeichneten Gattung Coluber zu. Edward Drinker Cope überführte sie 1860 als Lampropeltis triangula in die Gattung Lampropeltis.

### Unterarten
The Reptile Database verzeichnete die folgenden 25 Unterarten aktuell werden jedoch keine Unterarten mehr unterschieden und einige ehemalige Unterarten haben jetzt Artstatus erhalten:

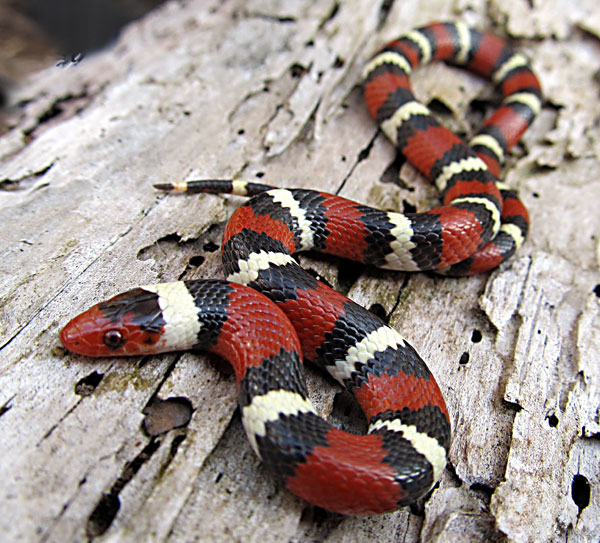
Lampropeltis triangulum elapsoides

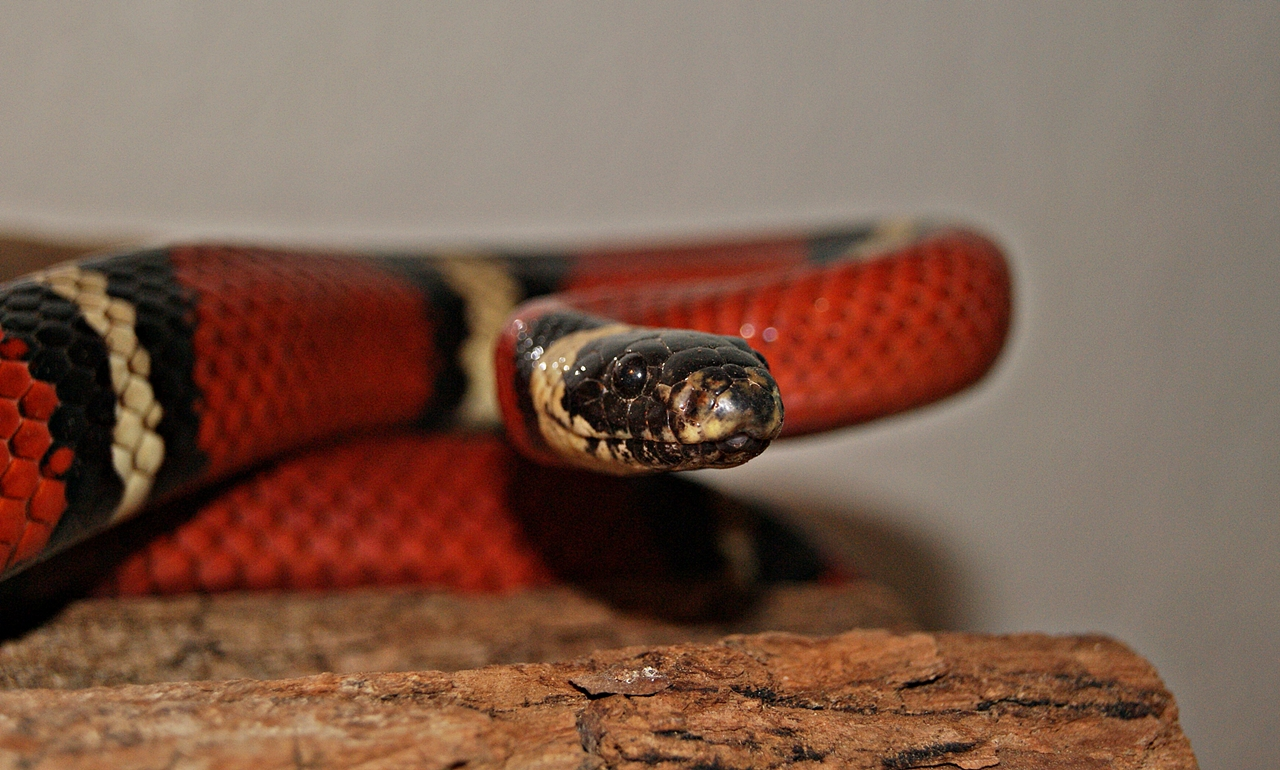
Lampropeltis triangulum sinaloae

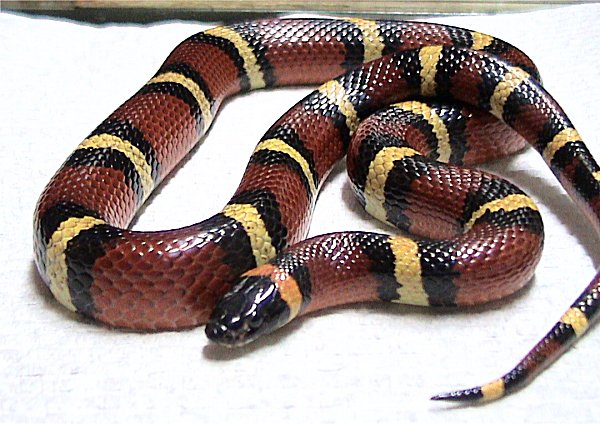
Lampropeltis triangulum annulata

- Lampropeltis triangulum abnorma (Bocourt, 1886)
- Lampropeltis triangulum amaura (Cope, 1861)
- Lampropeltis triangulum andesiana Williams, 1978
- Lampropeltis triangulum annulata (Kennicott, 1861)
- Lampropeltis triangulum arcifera (Werner, 1903)
- Lampropeltis triangulum blanchardi Stuart, 1935
- Lampropeltis triangulum campbelli Quinn, 1983
- Lampropeltis triangulum celaenops Stejneger, 1903
- Lampropeltis triangulum conanti Williams, 1978
- Lampropeltis triangulum dixoni Quinn, 1983
- Lampropeltis triangulum elapsoides (Holbrook, 1838)
- Lampropeltis triangulum gaigae Dunn, 1937
- Lampropeltis triangulum gentilis (Baird & Girard, 1853)
- Lampropeltis triangulum hondurensis Williams, 1978
- Lampropeltis triangulum micropholis (Cope, 1860)
- Lampropeltis triangulum multistrata (Kennicott, 1861)
- Lampropeltis triangulum nelsoni Blanchard, 1920
- Lampropeltis triangulum oligozona (Bocourt, 1886)
- Lampropeltis triangulum polyzona (Cope, 1861)
- Lampropeltis triangulum sinaloae Williams, 1978
- Lampropeltis triangulum smithi Williams, 1978
- Lampropeltis triangulum stuarti Williams, 1978
- Lampropeltis triangulum syspila (Cope, 1889)
- Lampropeltis triangulum taylori Tanner & Loomis, 1957
- Lampropeltis triangulum triangulum (Lacépède, 1789)